# Golfe Nuevo
Le golfe Nuevo (en espagnol : Golfo Nuevo) est un golfe formé par la péninsule Valdés et Punta Ninfas dans la province de Chubut en Patagonie argentine. Il est situé à 1 046 km au sud-ouest de Buenos Aires. Puerto Madryn est la principale ville située sur le golfe Nuevo. De mai à décembre, les baleines franches australes migrent dans le golfe Nuevo pour donner naissance aux baleineaux. Le golfe Nuevo fut le théâtre d'une séries de mystérieux contacts entre sous-marins en 1958 et 1960,,,.